# Ottmar Walter
Ottmar Walter (ur. 3 marca 1924 w Kaiserslautern, zm. 16 czerwca 2013 tamże) – niemiecki piłkarz, środkowy napastnik. Mistrz świata z roku 1954. Brat Fritza.
Podczas wojny służył w Kriegsmarine. Po jej zakończeniu grał z bratem w 1. FC Kaiserslautern, wspólnie zdobyli mistrzostwo Niemiec w latach 1951 i 1953. W reprezentacji Niemiec debiutował 22 listopada 1950 w meczu ze Szwajcarią. Do 1956 rozegrał w kadrze 21 spotkań i strzelił 10 bramek. Podczas MŚ 54 miał pewne miejsce w podstawowym składzie, zdobył 4 gole. Karierę zakończył z powodu kontuzji.
Zmarł w wieku 89 lat w domu opieki w Kaiserslautern.

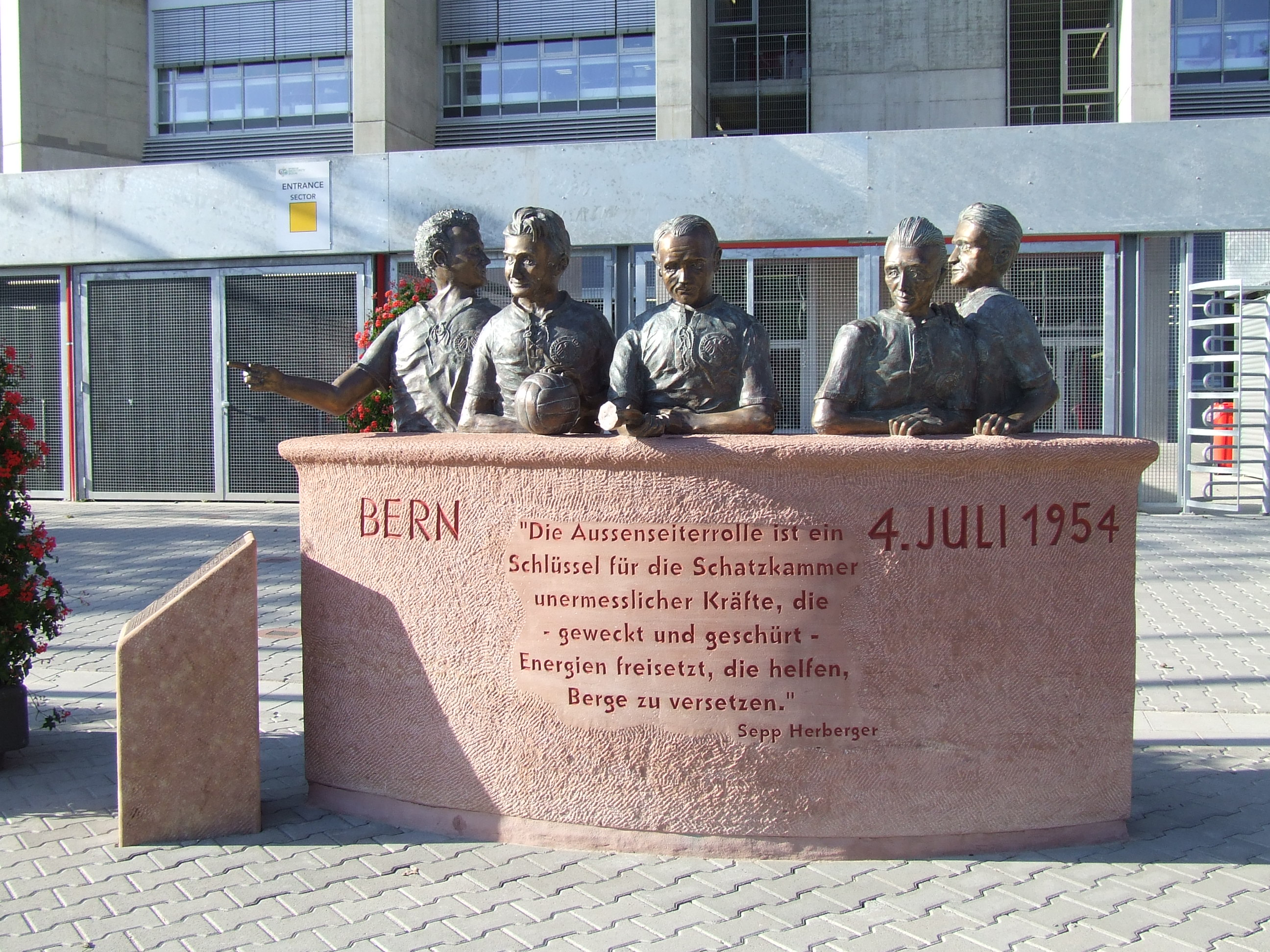
Pomnik pięciu piłkarzy 1. FC Kaiseslautern, mistrzów świata z 1954. Od lewej: Werner Liebrich, Fritz Walter, Werner Kohlmeyer, Horst Eckel, Ottmar Walter